# 莫伊米尔·博日克
莫伊米尔·博日克（1962年2月26日—），斯洛伐克男子冰球运动员。他曾代表捷克斯洛伐克国家队参加1988年冬季奥林匹克运动会冰球比赛，获得第六名。